# 555 Норма
555 Норма (555 Norma) — астероїд головного поясу, відкритий 14 січня 1905 року Максом Вольфом у Гейдельберзі.
Тіссеранів параметр щодо Юпітера — 3,176.